# Rio São Sebastião (vattendrag i Brasilien, Paraná, lat -24,68, long -48,81)
Rio São Sebastião är ett vattendrag i Brasilien.   Det ligger i delstaten Paraná, i den södra delen av landet, 1 000 km söder om huvudstaden Brasília.
I omgivningarna runt Rio São Sebastião växer i huvudsak städsegrön lövskog. Runt Rio São Sebastião är det mycket glesbefolkat, med 4 invånare per kvadratkilometer.